# Бурмака Віктор Павлович
Бурмака Віктор Павлович (16 листопада 1947, м. Каунас, Литва — 2 серпня 2016, м. Харків) — український історик, публіцист, кандидат історичних наук, професор. Батько співачки Марії Вікторівни Бурмаки.

## Біографія
Після закінчення школи працював у 1965—1967 рр. електромонтером на Південній залізниці. У 1971 р. закінчив історичний факультет Харківського державного університету імені О. М. Горького (нині — Харківський національний університет імені В. Н. Каразіна). У 1980 р. закінчив аспірантуру в Київському державному (нині — національному) університеті імені Т. Г. Шевченка й захистив кандидатську дисертацію. У 1971—1995 рр. — викладач, доцент, професор у харківських вищих навчальних закладах. Викладав 1971–77 суспільні науки у Харківському авіаційному інституті; 1980–95 — доцент кафедри історії України Харківського педагогічного університету ім. Г. С. Сковороди; 1995—2002 рр. — проректор з наукової роботи Інституту сходознавства і міжнародних відносин «Харківський колегіум». У 2002—2004 рр. — доцент кафедри гуманітарних і соціально-економічних дисциплін, у 2004—2005 рр. — професор, проректор з навчальної і наукової роботи Харківського інституту економіки ринкових відносин і менеджменту. У 2005—2011 рр. — доцент кафедри історії і культурології Харківського національного університету міського господарства ім. О. М. Бекетова.

## Творчість
Автор понад 200 наукових, науково-популярних, публіцистичних та полемічних творів у часописах: «Березіль», «Вітчизна», «Соціалістична культура», «Слобідський край», «Панорама», «Слобода» та ін. про політичну історію та розвиток культури в Україні, зокрема, на Слобожанщині про П. Білецького-Носенка, А. Хиждеу, Е.-Т.-А. Гофмана, О. Сомова, Я. де Бальмена, В. Винниченка, О. Гріна, Ф. Тютчева та ін.
Автор публіцистичних книжок: «На зламі часу» (1998), «На повороті історії» (1998), «На лезі слова» (1998), «Шукайте і знаходьте» (1999), «Коротко про Тайвань» (1999, 2006), «Сіль землі» (2000), «Діяльне добро» (2001), «Харківські художники» (2001), «Мой Курдистан» (2001), «Апостоли культури» (2002), «Свідоцтво про одруження» (2011), «Найдорожчі речі» (2013), «Мир і війна» (2015).